# Amtsgericht Homberg an der Ohm

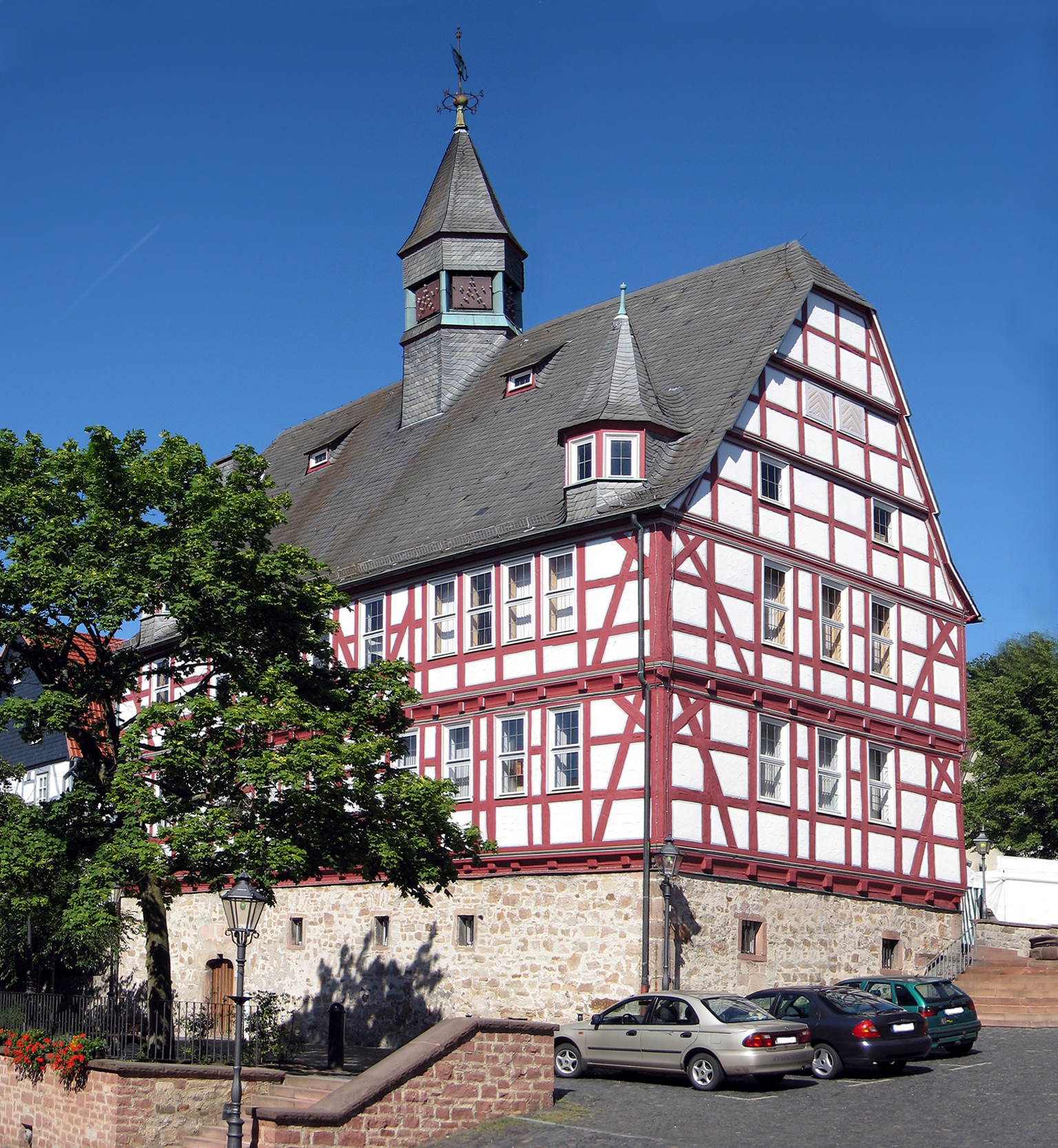
Das 1539 erbaute Rathaus war bis 1892 Sitz des Land- bzw. Amtsgerichtes

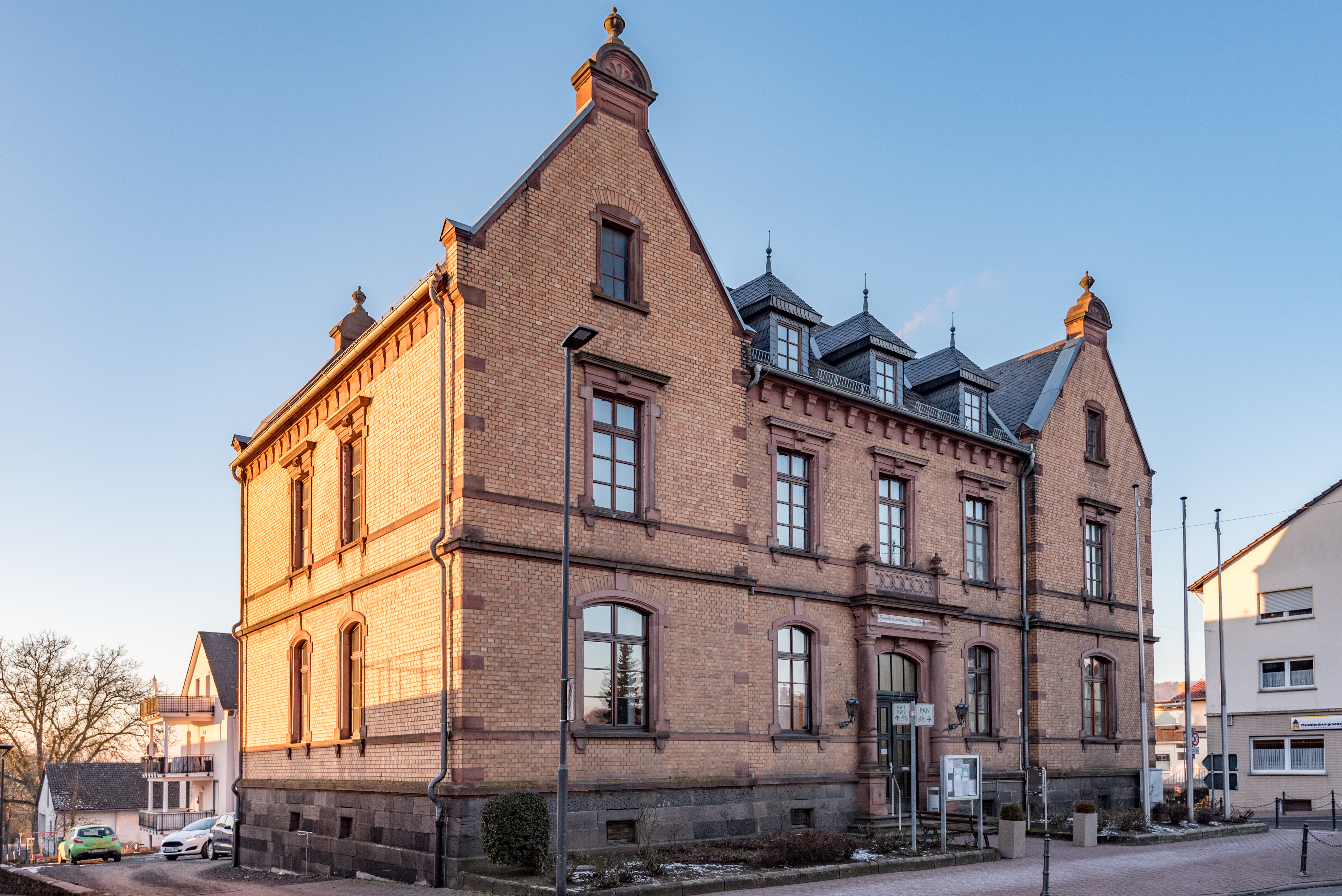
Amtsgerichtsgebäude von 1892

Das Amtsgericht Homberg an der Ohm war ein von 1879 bis 1968 bestehendes Gericht mit Sitz in Homberg (Ohm).

## Geschichte

### Gründung
Zum 1. Oktober 1879 wurde das Amtsgericht Homberg an der Ohm gegründet. Anlass war das Gerichtsverfassungsgesetz von 1877, das die Gerichtsverfassung im Deutschen Reich vereinheitlichte und nun auch im Großherzogtum Hessen umgesetzt wurde. Funktional ersetzte es das gleichzeitig aufgelöste Landgericht Homberg an der Ohm. Das neue Amtsgericht wurde dem Bezirk des ebenfalls neu errichteten Landgerichts Gießen zugeordnet.

### Weitere Entwicklung
Mit Wirkung vom 1. Januar 1882 wurden die bis dahin zum Amtsgericht Grünberg gehörenden Orte Rüddingshausen und Weitershain dem Amtsgericht Homberg zugeteilt. Weitershain ging aber bereits zum 1. Juli 1886 wieder an den Sprengel des Grünberger Gerichts zurück
Zum 1. Oktober 1938 fiel auch Rüddingshausen wieder an den Amtsgerichtsbezirk Grünberg zurück.
Am 15. Juni 1943 wurde das Amtsgericht Homberg an der Ohm Zweigstelle des Amtsgerichts Alsfeld, eine kriegsbedingte Sparmaßnahme. Das wurde zum 1. Juni 1948 rückgängig gemacht.

### Ende
Am 1. Juli 1968 wurde das Amtsgericht Homberg an der Ohm aufgelöst, der Gerichtsbezirk auf die der Amtsgerichte Alsfeld und Kirchhain verteilt (siehe: Übersicht).

## Bezirk
| Gemeinde        | Herkunft                       | Zugang | Abgang | Verbleib              |
| --------------- | ------------------------------ | ------ | ------ | --------------------- |
| Appenrod        | Landgericht Homberg an der Ohm | 1879   | 1968   | Amtsgericht Kirchhain |
| Bernsfeld       | Landgericht Grünberg           | 1879   | 1968   | Amtsgericht Kirchhain |
| Bleidenrod      | Landgericht Homberg an der Ohm | 1879   | 1968   | Amtsgericht Kirchhain |
| Burg-Gemünden   | Landgericht Homberg an der Ohm | 1879   | 1968   | Amtsgericht Alsfeld   |
| Büßfeld         | Landgericht Homberg an der Ohm | 1879   | 1968   | Amtsgericht Kirchhain |
| Dannenrod       | Landgericht Homberg an der Ohm | 1879   | 1968   | Amtsgericht Kirchhain |
| Deckenbach      | Landgericht Homberg an der Ohm | 1879   | 1968   | Amtsgericht Kirchhain |
| Ehringshausen   | Landgericht Homberg an der Ohm | 1879   | 1968   | Amtsgericht Alsfeld   |
| Elpenrod        | Landgericht Homberg an der Ohm | 1879   | 1968   | Amtsgericht Alsfeld   |
| Erbenhausen     | Landgericht Homberg an der Ohm | 1879   | 1968   | Amtsgericht Kirchhain |
| Gleimenhain     | Landgericht Homberg an der Ohm | 1879   | 1968   | Amtsgericht Kirchhain |
| Gontershausen   | Landgericht Homberg an der Ohm | 1879   | 1968   | Amtsgericht Kirchhain |
| Haarhausen      | Landgericht Homberg an der Ohm | 1879   | 1968   | Amtsgericht Kirchhain |
| Hainbach        | Landgericht Homberg an der Ohm | 1879   | 1968   | Amtsgericht Alsfeld   |
| Höingen         | Landgericht Homberg an der Ohm | 1879   | 1968   | Amtsgericht Kirchhain |
| Homberg (Ohm)   | Landgericht Homberg an der Ohm | 1879   | 1968   | Amtsgericht Kirchhain |
| Kirtorf         | Landgericht Homberg an der Ohm | 1879   | 1968   | Amtsgericht Kirchhain |
| Lehrbach        | Landgericht Homberg an der Ohm | 1879   | 1968   | Amtsgericht Kirchhain |
| Maulbach        | Landgericht Homberg an der Ohm | 1879   | 1968   | Amtsgericht Kirchhain |
| Nieder-Gemünden | Landgericht Homberg an der Ohm | 1879   | 1968   | Amtsgericht Alsfeld   |
| Nieder-Ofleiden | Landgericht Homberg an der Ohm | 1879   | 1968   | Amtsgericht Kirchhain |
| Ober-Gleen      | Landgericht Homberg an der Ohm | 1879   | 1968   | Amtsgericht Alsfeld   |
| Ober-Ofleiden   | Landgericht Homberg an der Ohm | 1879   | 1968   | Amtsgericht Kirchhain |
| Oberndorf       | Landgericht Homberg an der Ohm | 1879   | 1968   | Amtsgericht Kirchhain |
| Otterbach       | Landgericht Homberg an der Ohm | 1879   | 1968   | Amtsgericht Alsfeld   |
| Rüddingshausen  | Amtsgericht Grünberg           | 1882   | 1938   | Amtsgericht Grünberg  |
| Rülfenrod       | Landgericht Homberg an der Ohm | 1879   | 1968   | Amtsgericht Alsfeld   |
| Schadenbach     | Landgericht Homberg an der Ohm | 1879   | 1968   | Amtsgericht Kirchhain |
| Wahlen          | Landgericht Homberg an der Ohm | 1879   | 1968   | Amtsgericht Kirchhain |
| Weitershain     | Amtsgericht Grünberg           | 1882   | 1886   | Amtsgericht Grünberg  |

## Gerichtsgebäude
Das Amtsgericht hatte seine Diensträume zunächst im Rathaus Homberg (Ohm). 1892 wurde das neu errichtete Gerichtsgebäude in der Frankfurter Straße 1 bezogen. Nach der Aufhebung des Amtsgerichtes 1968 ging das Gebäude in das Eigentum der Stadt über.

## Richter
Folgende Richter wirkten am Gericht:
- Amtsrichter August Scriba (1879–1882)
- Amtsrichter Ludwig Hechler (1882–1887)
- Amtsrichter Karl Schödler (1887–1891)
- Amtsrichter Georg Olt (1891–1903) (ab 1898: Oberamtsrichter)
- Amtsrichter Richard Schudt (1897–1899)
- Amtsrichter Friedrich Schnitzspahn (1899–1904)
- Amtsrichter Eugen Funk (1903–1905)
- Amtsrichter Theodor Jost (1904–1922) (ab 1913: Oberamtsrichter)
- Amtsrichter Willy von Becker (1905–1913)
- Amtsrichter Karl Gundrum (1913–1945) (ab 1922: Oberamtsrichter)
- Amtsgerichtsrat Ferdinand Elbertt (1922)
- Amtsgerichtsrat Karl Bachmann (1922–1925)
- Amtsgerichtsrat Adolf Schudt (1925)
- Amtsgerichtsrat Walter Leun (1925–1926)
- Amtsgerichtsrat Richard Schaeg (1926–1931)

Ab 1931 wurde die zweite Richterstelle nicht mehr besetzt.
- Amtsgerichtsrat Berthold Wilhelm (1949–1961)
- Amtsgerichtsrat Justus Wagner (1961–1968)